# Шимон Забело
Шимон Забело син Михайла Забело (пол. Szymon Zabiełło, біл. Шыман Забела (сын Міхала)) (народився на початку 18 століття в Каунасі — 1793)— граф ковненський, дворянського кола-герба Топора з роду Забело. Державний діяч Великого князівства Литовського, відомий військовик, маршалок ковенського повіту, каштелян Мінський (1784—1787). Генерал-лейтенант Війська Великого князівства Литовського та кавалер Ордену Святого Станіслава.

## Короткі відомості
Генерал Шимон Забело був з дворянського роду Забело, які стояли за своїм власним родовим гербом Топора. Його батько Михайло Забело, був ковенським земським писарем, а мати, Ганна Белазора, була дочкою керсновського старости та мінського воєводи Даніеля Белазора з роду Венява і його дружини Євфросинії Білевич з молдавського роду Могил. Через військову кар'єру так й не оженився - тому помер бездітним.
Цей дворянин пройшов усі щаблі королівської служби та здобув заслужені найвищі військові регалії. Його основне зайняття було в військові справах: почавши в чині капітана французького війська, потім, послідовно, набував чину полковника артилерії та генерал-майора і аж до генерал-лейтенанта Війська Великого князівства Литовського. І за своє військове сподвижництво був удостоєний найвищої військової нагороди Речі Посполитої - ставши кавалером Ордену Святого Станіслава.
Шимону ще замолоду була уготована участь в облаштуванню рідної округи (уже з 16 років). А завдяки численним військовим успіхам він здобув собі титул графа. Тому за його ж заслуги - було обрано маршалком ковенського повіту, де він довший час успішно служив. А 23 квітня 1787 року він став ще й королівським намісником - каштелянином в Мінську, прослуживши там 3 роки, і через важкий стан здоров'я передав 10 лютого 1787 року цю посаду своєму племіннику (теж Шимону).